# Kalksteen van Gronsveld

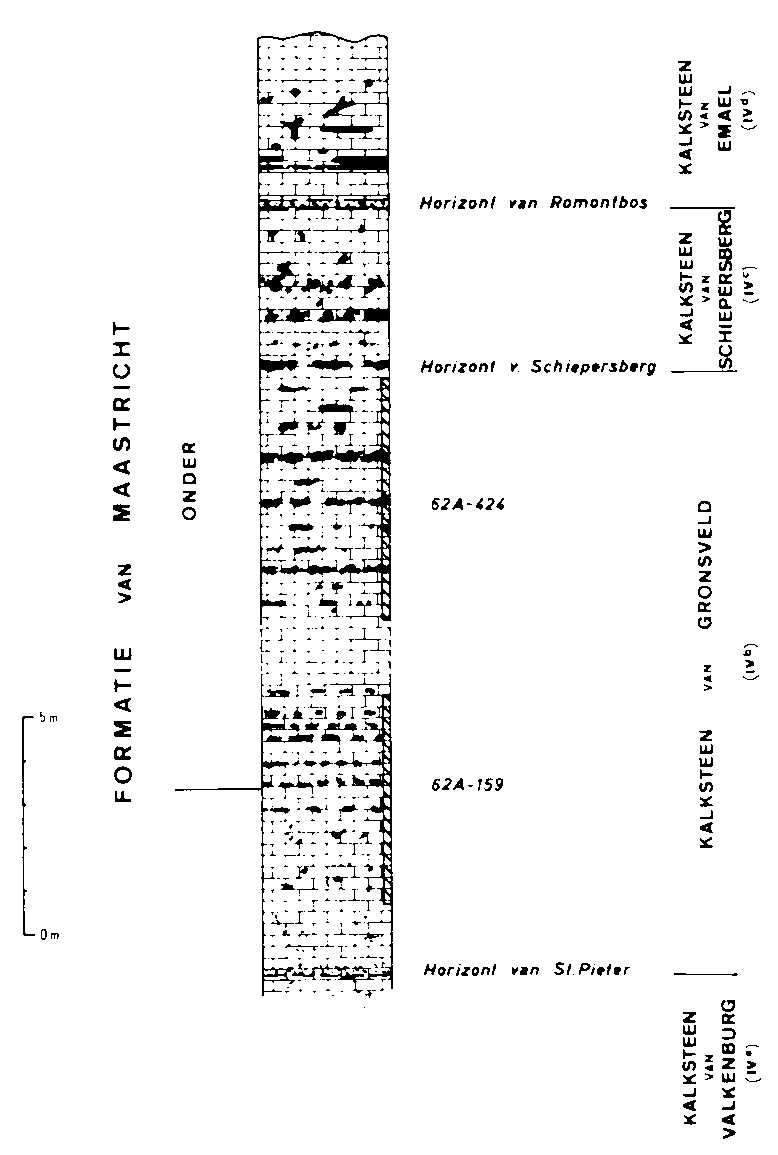
Lithologisch profiel van de typelocatie van de Kalksteen van Gronsveld: de Groeve Wijngaardsberg (62A-424) en Groeve Varkensgat (62A-159) bij Gronsveld

De Kalksteen van Gronsveld is een serie gesteentelagen in de ondergrond van het zuidwesten van het Nederlandse Zuid-Limburg. De Kalksteen van Gronsveld is onderdeel van de Formatie van Maastricht en stamt uit het laatste deel van het Krijt (het Maastrichtien, ongeveer 68 miljoen jaar geleden).
De kalksteen is vernoemd naar Gronsveld.

## Stratigrafie
Normaal gesproken ligt de Kalksteen van Gronsveld boven op de oudere Kalksteen van Valkenburg en onder de jongere Kalksteen van Schiepersberg, allen onderdeel van de Formatie van Maastricht. Tussen de kalksteenlagen Schiepersberg en Gronsveld bevindt zich de Horizont van Schiepersberg. Tussen de kalksteenlagen Gronsveld en Valkenburg bevindt zich de Horizont van Sint Pieter.
In het kalksteenpakket bevindt zich de Horizont van ENCI.

## Gebied
In de Groeve van de Scheve Spar II, Groeve Pruus Karel I, Riesenberggroeve, Groeve boven op de Riesenberg, Varkensgatgroeve, Savelsberggroeve, Trichterberggroeve, Koeberggroeve, ENCI-groeve, Groeve Marnebel en Groeve Dierkx werd Kalksteen van Gronsveld gewonnen. Mogelijk kan ook een deel van de kalksteen uit de Groeve Midweg tot de Kalksteen van Gronsveld gerekend worden.

## Kalksteen
De Kalksteen van Gronsveld is fijnkorrelig, geelwit van kleur en bevat gemiddeld 5-10% aan vuursteen. De dikte van deze kalksteenlaag is gemiddeld zeven meter.
De typelocatie van de Kalksteen van Gronsveld is de Riesenberggroeve en de Varkensgatgroeve in de Riesenberg bij Gronsveld.

## Zie ook

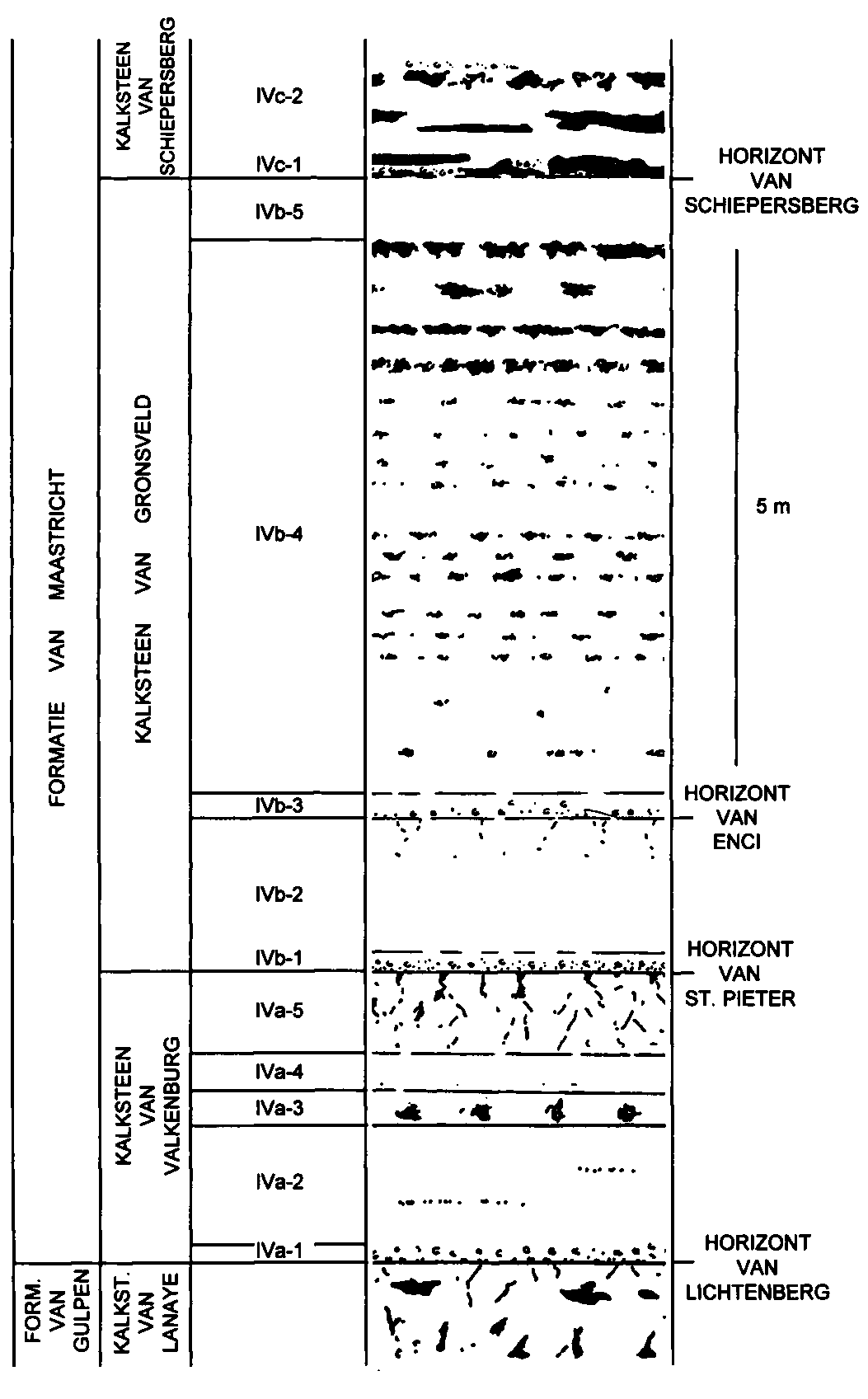
Lithologisch profiel van de Kalksteen van Valkenburg en de Kalksteen van Gronsveld in de ENCI